# ハインリッヒ・ブロン
ハインリッヒ・ゲオルク・ブロン（Heinrich Georg Bronn, 1800年3月3日 - 1862年7月5日）は、ドイツの地質学者、古生物学者である。

## 生涯と教育
ブロンは1800年3月3日、ハイデルベルク近郊のツィーゲルハウゼンで誕生した。ハイデルベルク大学で学び、1821年に薬学の学位を取得した。翌年、自然史の教授に任命された。その後、古生物学の研究に専念することを決意し、ドイツ、イタリア、フランス各地で広範なフィールドワークを行った。

## 主要な業績と貢献
ブロンは古生物学を近代的な科学分野として確立する上で重要な役割を果たした。彼は、種の生息時期、場所、様式を考察し、種の交代率や形態的進歩のパターンを定量化することで、古生物学を生物学と地質学の境界に位置する学問として発展させた[1]。
1830年に創刊された『地質学年鑑』（Jahrbuch für Mineralogie）、およびそれに続く『新年鑑』（Neues Jahrbuch）の編集補佐を1862年まで務めた。

## 主な著作
彼の主な著作は以下の通りである。
- 『Lethaea Geognostica』 1834年から刊行が始まったこの著作は、ドイツにおける層序地質学研究の基礎を築いた[2]。
- 『Handbuch einer Geschichte der Natur（自然史便覧）』 1841年に出版されたこの著作は、第1部で地球史を概説し、第2部で生命の歴史を説明した。第3部には古生物の一覧が添付された。特に、1848年からはヘルマン・フォン・マイヤーとハインリッヒ・ゲッパートの協力を得て第3巻が出版され、この化石記録は古生物学者にとって貴重な資料となった[3]。ブロンは生命の歴史をデータとして扱い、化石群の大規模な「紙のデータベース」を構築し、時間経過に伴う個体群の定量的分析を行った。彼は、ある生物群が繁栄する一方で他の生物群が絶滅するという、動的な連続性の壮大なパターンをデータから見出した。さらに、彼はそのデータを「スピンドル図」と呼ばれる革新的な視覚化手法で提示し、古生物学の新しい方法論として提唱した[4]。

## ダーウィンの『種の起源』との関わり
ブロンは、チャールズ・ダーウィンの『種の起源』の最初の翻訳者の一人として知られる。彼は1860年にドイツ語訳を出版し、批判的な後書きを加えた。1857年時点では生物種の不変性を明確に支持していたが、『種の起源』の出版後、多くの異論があるにもかかわらず、ダーウィンの理論に将来性があると判断し、その普及に大きく貢献した[5]。

## 受賞
1861年には、地質学分野における最高の栄誉の一つであるウォラストン・メダルを受賞した[1]。